# Bastardiastrum
Bastardiastrum es un género con ocho especies de fanerógamas perteneciente a la familia  Malvaceae. Es originario de Centroamérica. 
Fue descrito por (Joseph Nelson Rose) David Martin Bates  y publicado en Gentes Herbarum; occasional papers on the kind of plants 11(5): 318, en el año 1978.

## Especies
| - Bastardiastrum batesii Fryxell & S.D.Koch - Bastardiastrum cinctum (Brandeg.) D.M.Bates - Bastardiastrum gracile (Hochr.) D.M.Bates - Bastardiastrum hirsutiflorum (C.Presl) D.M.Bates - Bastardiastrum incanum (Brandeg.) D.M.Bates - Bastardiastrum tarasoides Fryxell - Bastardiastrum tricarpellatum (B.L.Rob. & Greenm.) D.M.Bates - Bastardiastrum wissaduloides (Baker f.) D.M.Bates |